# Kinowetter
Die Fernsehsendung kinowetter wurde im Jahr 2013 von der Portmann Group Schweiz entwickelt und auf S1 erstmals ausgestrahlt. Seit dem 3. Januar 2019 ist das Film- und Serienmagazin auf dem Sender SWISS1 zu sehen.

## Produktion
«kinowetter» wird von der Portmann Group Schweiz produziert, welche sich auf die Produktion von Sendungen und Beiträgen im Bereich Film konzentriert. Die Sendung «kinowetter» wird in Staffeln aufgezeichnet, als Kulisse für die Sendung dient die Filmausstellung, welche im Verkehrshaus der Schweiz zu sehen ist. Die Filmausstellung wurde vom Initiator der Sendung und Inhaber der Produktionsfirma, Philipp Portmann, während 20 Jahren zusammengetragen. Die Ausstellung wurde am 18. September 2014 eröffnet und zeigt auf rund 140 m² Objekte rund ums Thema Film.

## Moderatoren
Die Moderatoren der Sendung «kinowetter» von der Erstausstrahlung am 12. Dezember 2013 bis heute:
| Moderatorin/ Moderator | von           | bis           |
| ---------------------- | ------------- | ------------- |
| Melina Roshard         | Dezember 2013 | Dezember 2015 |
| Sarah Huwiler          | August 2014   | August 2016   |
| Christian Franzoso     | Dezember 2015 | August 2016   |
| Thomas Odermatt        | August 2016   | Dezember 2023 |
| Philipp Portmann       | Januar 2024   | heute         |